# Clapping Music

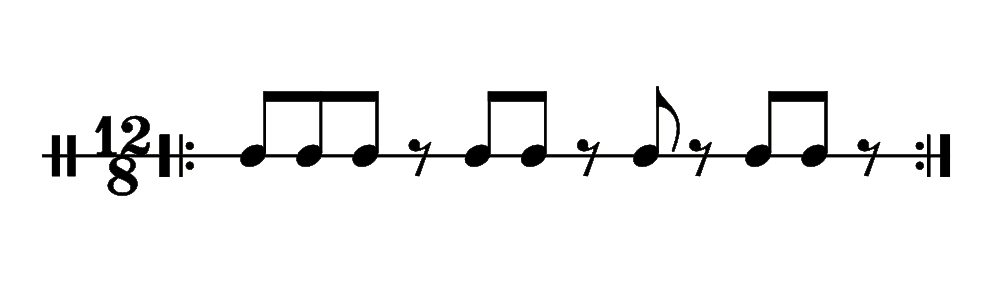
Ritmo básico de Clapping Music. (os dois primeiros padrões, abreviados.) Também comum em outras obras de Reich.

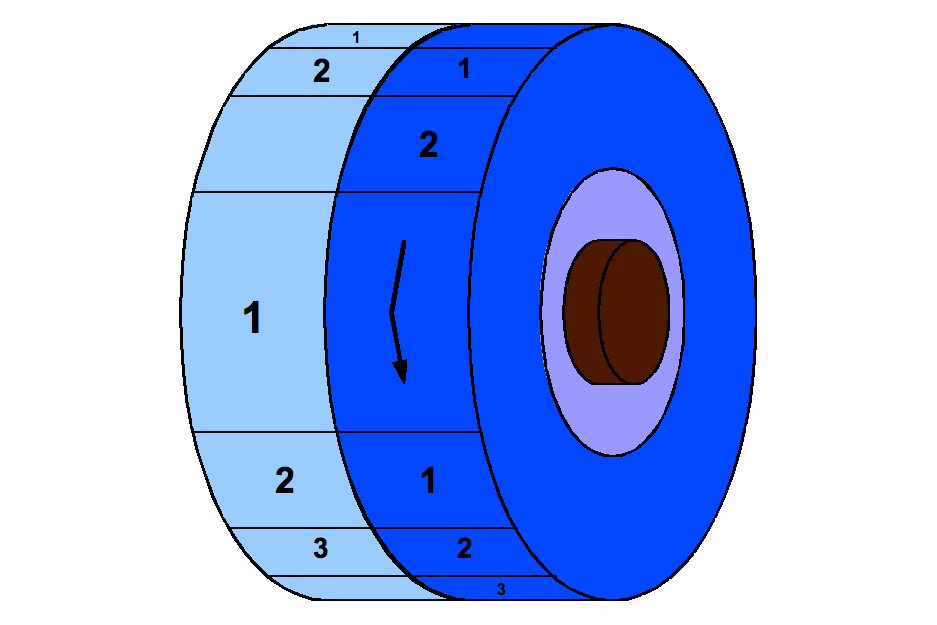
Visualização como dois discos compartilhando um padrão idêntico em uma bobina comum. Este padrão pode ser mudado em si mesmo em todas as posições fazendo girar um dos discos.

Clapping Music é uma peça minimalista escrita por Steve Reich em 1972. Foi escrita para dois músicos e é realizada inteiramente com palmas.
Reich e seu conjunto estavam em turnê pela Europa em 1972. Após um concerto em Bruxelas, o promotor perguntou se eles gostariam de ver música flamenco. Acabaram em um clube e assistiram dois músicos que segundo o relato de Reich eram guitarristas e cantores terríveis. Entretanto eles começaram a bater palmas bem alto, e Reich e seu grupo, que eram em sua maioria percussionistas, se juntaram a eles. Após o concerto Reich percebeu que ele poderia usar isto como base para uma peça, não menos importante, pois poderia ser realizado com apenas algumas pessoas, em vez de levar dois caminhões de equipamento.
Um desenvolvimento da técnica de "faseamento" dos primeiros trabalhos de Reich tais como Piano Phase, foi escrito pois Reich queria (em suas próprias palavras) "criar uma peça musical que não precisasse de instrumentos além do corpo humano". Entretanto, ele rapidamente encontrou o mecanismo do faseamento indo dentro e fora do andamento.
Ao contrário do faseamento, um artista bate palmas em um ritmo básico, uma variação do fundamental padrão de sino africano em 12/8, durante toda a peça. O outro bate palmas no mesmo padrão, mas após todo 8 ou 12 compassos muda uma oitava à direita. Os dois músicos continuam até que o segundo artista tenha mudado 12 vezes a oitava e portanto estará no mesmo padrão em uníssono com o primeiro artista novamente (como no início da peça), por volta de 144 compassos depois. A variação do padrão de sino africano é mínimo; contém apenas uma batida adicional. Entretanto, esta mínima adição resulta em uma peça muito mais interessante do ponto de vista da variação da síncope enquanto a peça progride.
A peça foi apresentada no Houston Museum District em Houston, Texas em 13 de novembro de 1973.
Em 2012 um arranjo autorizado para piano solo de Clapping Music foi lançada no álbum Which Way Is Up? de Simon Rackham, com permissão concedida pela editora Universal Edition (Londres).
O grupo Imagine Dragons usou Clapping Music como base de seu sucesso de 2012 "On Top of the World" do seu álbum de estreia Night Visions.